# Cerro Bonete
El cerro Bonete es una montaña en Argentina que se encuentra ubicada en el departamento Lago Argentino de la provincia de Santa Cruz en la zona sur del país.
El poblado más cercano es El Chaltén.
La historiografía chilena considera que en el laudo de 1902 el demarcador británico lo señaló como fronterizo al igual que el cordón Martínez de Rozas y el monte Fitz Roy, con los conocimientos de la época se creía que el cerro Bonete era parte del cordón ya mencionado.